# Satyrus peascarsicola
Satyrus peascarsicola är en fjärilsart som beskrevs av Hermann Stauder 1922. Satyrus peascarsicola ingår i släktet Satyrus och familjen praktfjärilar. Inga underarter finns listade.